# Münsterlingen
Münsterlingen est une commune suisse du canton de Thurgovie, située dans le district de Kreuzlingen.

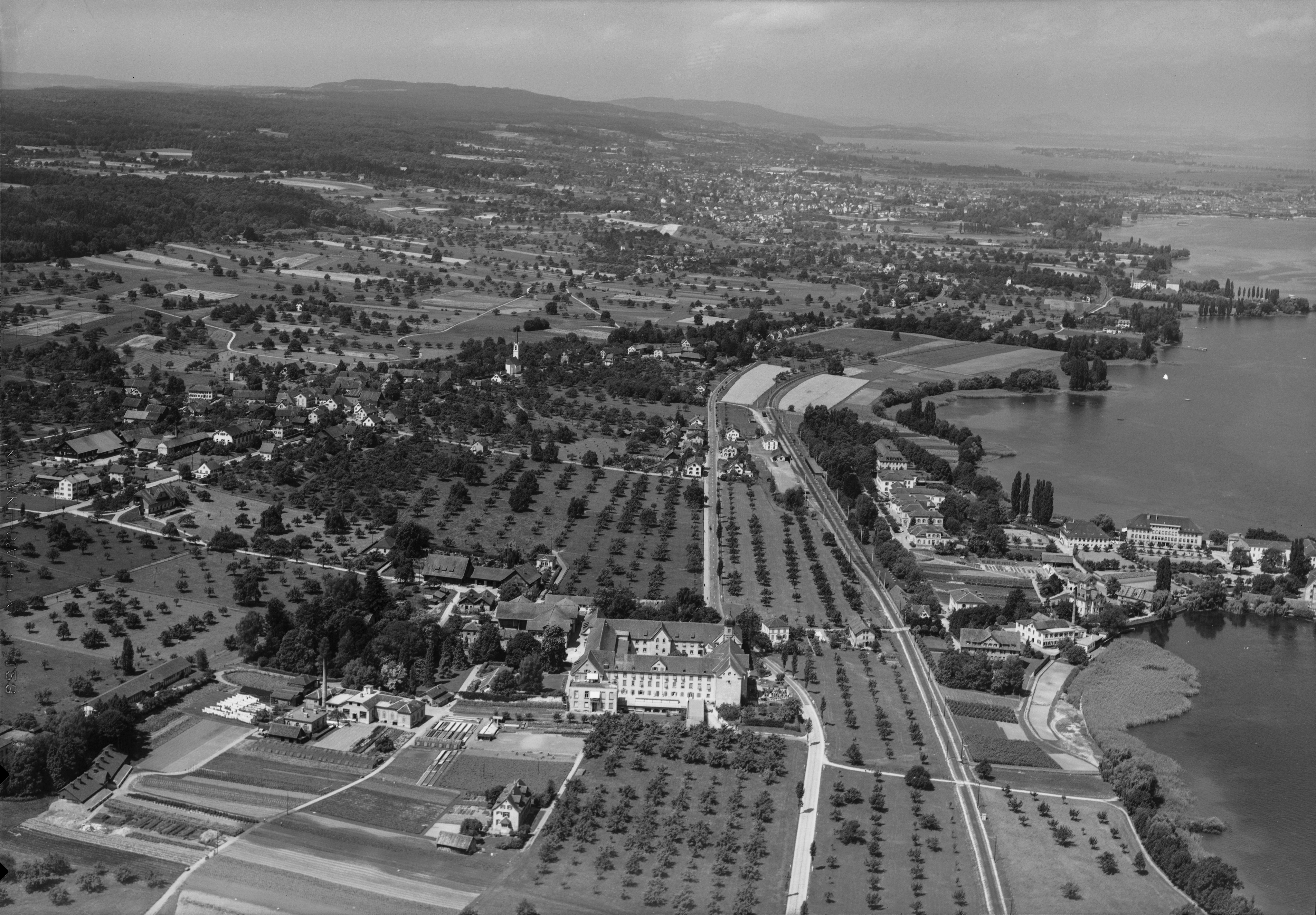
Photo aérienne (1954)

## Personnalités liées à la commune
- Steffi Häberlin (1997-), cycliste suisse née à Münsterlingen.
- Julian von Moos (2001-), footballeur suisse né à Münsterlingen.
- Christian Witzig (2001-), footballeur suisse né à Münsterlingen.